# Río Guaviraví
El río Guaviraví es un curso de agua de la provincia de Corrientes, Argentina que desagua en el río Uruguay.
El mismo nace en el bañado del mismo nombre,  y recibe como afluentes a loa arroyos Horqueta y Chaco, que desaguan los bañados homónimos. A partir de la confluencia con este último, el Guaviraví pasa a ser límite con el departamento de Paso de los Libres. Desemboca en el río Uruguay aguas abajo de la ciudad de Yapeyú.
- Datos: Q6115211